# 桜堂薬師
櫻堂薬師（さくらどうやくし）は岐阜県瑞浪市土岐町字桜堂にある寺院。山号は瑞櫻山。本来の寺号は法明寺であるが、桜堂薬師の通称名で知られる。

## 歴史

### 法明寺
弘仁元年(810年)、比叡山の円仁(慈覚大師)の直弟子の覚祐が諸国遍歴の途中で、桜の葉の虫食いの跡が経文になっている桜があることを聞いて、この地を訪れ、この桜木で薬師如来像を刻んだ。
弘仁3年(812年)、堂宇を建立し、昔から小堂で祀られていた一寸八分の医王薬師像を、桜木で刻んだ薬師如来像の胎内仏として、
桜の葉の法名・法命・寶命・法妙から瑞桜山 法明寺と名付けた。
弘仁3年(812年)、嵯峨天皇が病となり覚祐が祈祷したところ効があったため、朝廷の勅願寺となり、観音堂を奥院として七堂伽藍を建立し、仁王門・弁財天・山王権現・熊野権現も完成し、封戸・寺領を授けられ、国分寺に準ずる定額寺となった。
覚祐は、嵯峨天皇の帰依が深く、この後も布教・救済に努めて仏教の空諦・仮諦・中諦の理を修めた高僧ということから三諦上人の号を授けられた。
三諦上人(覚祐)はこの地で没したとされ、元慶3年(879年)の刻印がある三諦上人供養塔が寺の東の山中にあり、岐阜県最古の記銘石造建造物として県指定の史跡となっている。
また当時、法明寺が実在したことを立証するものとしては、
- 薬師如来像と仁寿仏(隋の年号仁寿元年(601年)の銘がある金銅仏)。
- 経ヶ峯で発掘されて東京国立博物館に収納されている経筒・和鏡の他22点の出土品。
- 和歌山県の熊野那智大社から出土し同大社に収納されている、保元元年(1156年)9月の刻印名がある「法明寺経筒」(美濃国土岐郡、延勝寺御庄洲　津田郷法明寺、八部如法経棱一口有縁無縁出離生死頓證菩提為也、保元元年九月廿ニ日　取筆僧道西)。
- 鎌倉時代の作と伝わる陵王面と三舞楽面
- 応永9年(1402年)に建立の名号石塔(南無妙法蓮華経　応永九年十月)と刻まれている。
- 山中に残る旧坊址と呼ばれる遺構の存在などがある。
- 鎌倉時代に書かれた沙石集には、桜の名所であることが記されている。

鎌倉幕府からは寺領50貫(250石)、二条家左大臣からは小里村・萩原村を祭領として、日吉村・月吉村を般若領として、右大臣からは信濃国高井郡内から10貫(50石)を受けていた。
室町時代になると、比叡山延暦寺の末寺として24坊とも36坊とも言われる坊院を有していた。
本坊は、(法明寺・根本地山安院・東乃坊・西乃坊・南乃坊・北谷坊・金泉坊・洞乃坊・満月坊・家乃坊・吉祥坊・杉本坊)。
附属の被官坊は、(中円坊・不動坊・里乃坊・よりき坊・じやがね坊・寶林坊・金剛坊・寂乃坊・大通坊・中陰坊・多聞坊・荒神坊)が並び、比叡山・高野山とともに日本三山と呼ばれた。
神篦城主の土岐三兵信友の家臣の石原善四郎は謀反を企てて法明寺の老師に意中を打ち明けて祈願を依頼したが、逆に翻意を促されて恨みを持っていた。
この頃、織田信長は東濃に進出していた武田氏を駆逐するために森長可を将として土岐郡に派遣したが、石原善四郎は森長可に「土岐三兵信友は武田氏に、法明寺は比叡山に通じている」と讒言した。
織田軍による比叡山焼き討ちは、元亀2年9月12日(1571年9月30日）に行われた。
その後、元亀2年(1571年)10月18日、法明寺と神篦城は森長可から攻撃を受け、本尊と両脇侍仏と宝物は運び出されたが、城兵・僧兵とも防戦が及ばず焼失した。戦乱が収まった後に、真相を知った森長可と土岐三兵信友は焼失を惜しんで五間・八間の堂宇を再建し、諸仏も彫造彩色された。
江戸時代に入ると法明寺がある神篦村は岩村藩領となり、大給松平氏の松平家乗は薬師如来を信仰し、
慶長18年(1613年)10月に、慶長絵馬を奉納し、二代の松平乗寿も喜捨を続けていたが、国替えによって岩村を離れると外護者を失い衰微した。
慶安4年(1651年)弁財天を再建した。
万治3年(1660年)天台宗の高僧の修善院権少僧都永秀が、上洛の途中で法明寺(法妙寺)を訪れ、その荒廃を惜しんで再興を発念し、帰山を止めて弟子の僧らと復興に着手したものの、老齢のため法嗣の賢秀に希望を託して没した。
賢秀は、永秀の直弟子の良秀(中興二代権大僧都)の他、広海・宗心・西連・宗済らと共に再興に尽力した。
寛文7年(1667年)、大給松平氏に代わって岩村藩主となった丹羽氏純の助力を得て、現在の薬師堂の再建が成った。
寛文11年(1671年)、丹羽氏純は、寛文絵馬を奉納している。
元禄12年(1699年)、5代の丹羽氏音が藩主の時に観音堂の再建が成ったが、
元禄15年（1702年）、丹羽氏音が越後高柳藩に移封となり、信州小諸藩から松平乗紀が岩村藩主となると、岩村城下にあった五佛寺を廃して、本尊を法明寺(法妙寺)に移した。その後、松平氏は代々、法明寺(法妙寺)に喜捨を続けた。
神仏混淆となっていた法明寺(法妙寺)は、慶応4年(1868年)の神仏分離の後は無住となり、櫻堂薬師と呼ばれるようになった。以後は近隣にある臨済宗妙心寺派の信光寺が管理している。

### 境内
寺院境内の観音堂にある観音菩薩は、大悲山で峰山観音として祀られていたものを当寺に移したものである。
本堂蛙股には、勅願所であった当時の名残として菊花の紋が刻まれたものが使用されており、往時を偲ばせる鶴池、亀池の風情と蓮花、聳える老杉、開創以前の奈良時代に元正天皇の皇女の病を癒したというと伝わる疣岩という霊石があり、歴史の古さを物語っている。
また、周辺にあった本坊・被官坊の跡地に散らばって苔むしていた多くの五輪塔・宝篋印塔を、三諦上人の供養塔、二世の永秀、三世の賢秀の他、歴代住職の墓を中心として一箇所に集め、薬師石塔群としている。
櫻堂薬師の東側にある櫻宮神社は、慶応4年(1868年)の神仏分離令により、法明寺内で祀られていた山王権現を祭神として創建された神社である。
明治40年(1907年)には、近隣に祀られていた熊野権現を合祀している。

### 寺宝
陵王、抜頭、納曽利の舞楽面や、岩村藩主であった大給松平氏や一色丹羽氏、名古屋の商人によって慶長年間から享保年間にかけて奉納された絵馬が瑞浪市と岐阜県の文化財に指定されていたが、
このうち、絵馬は所蔵していた掛け軸などと共に平成14年(2002年)に盗難に遭い失われた。

## 関連リンク
- 【第八番】 瑞櫻山　櫻堂薬師　瑞浪市観光協会
- 桜堂薬師本堂 附宮殿　瑞浪市役所
- 桜堂薬師仁王門　瑞浪市役所
- 桜堂薬師舞楽面　瑞浪市役所
- 桜堂絵馬　岐阜県公式ホームページ
- 桜堂薬師舞楽面　岐阜県公式ホームページ